# Starachowicka Kolej Wąskotorowa

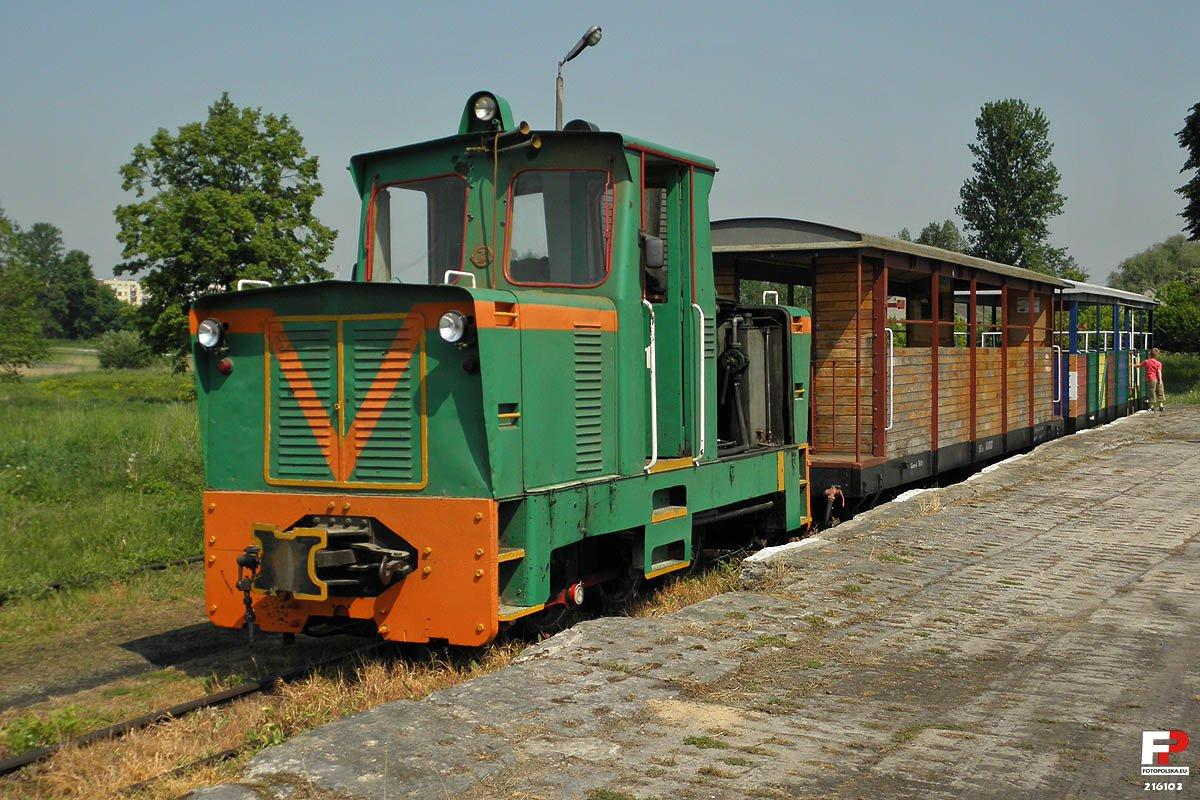
Pociąg na stacji kolejowej Iłża

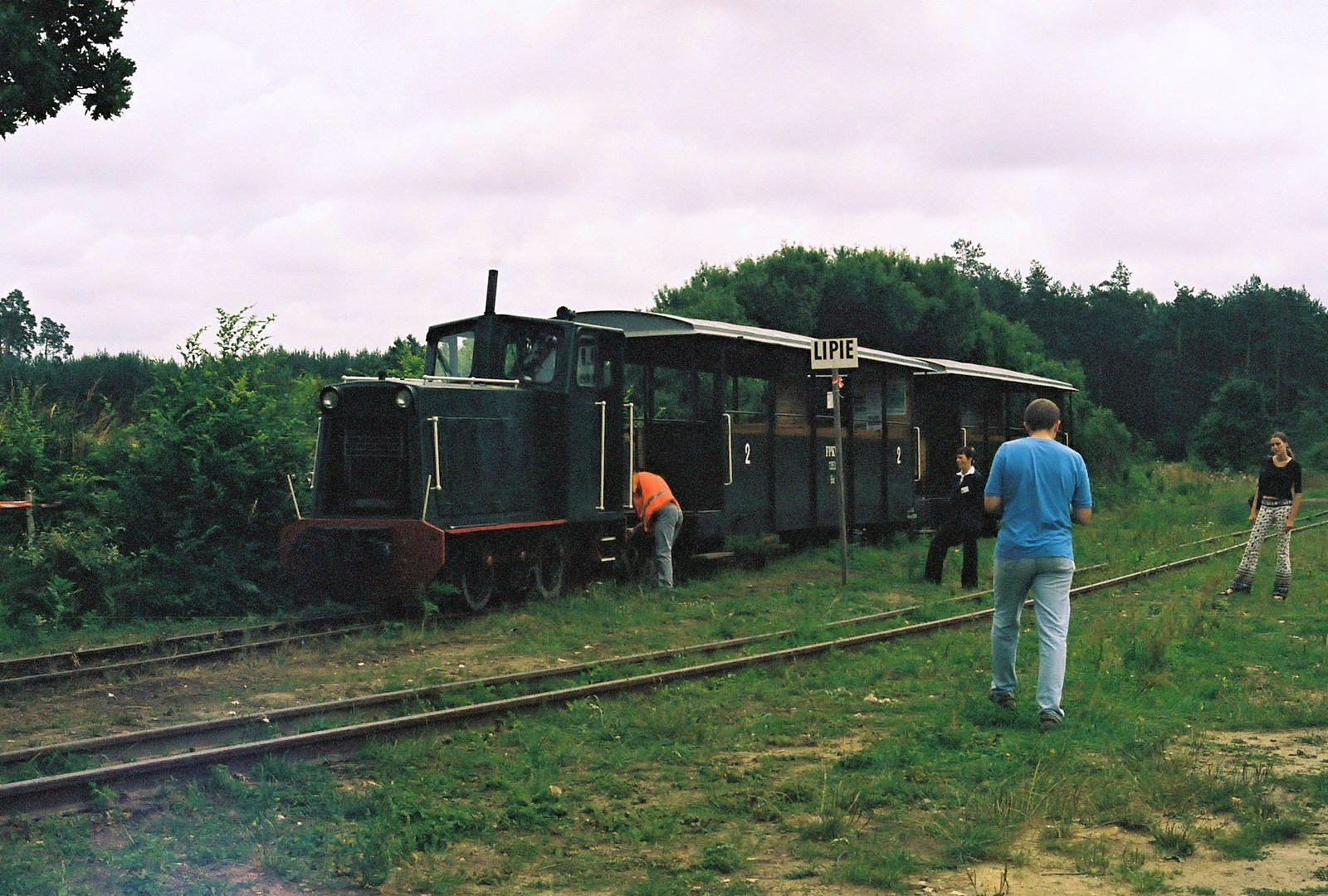
Pociąg na przystanku kolejowym Lipie

Starachowicka Kolej Wąskotorowa (dawniej Starachowicka Kolej Dojazdowa) – kolej wąskotorowa o długości 20 km (obecnie w eksploatacji ok. 13 km.), łącząca od 1950 do 1997 r. Starachowice z Iłżą, a od 2004 kursująca w sezonie letnim na dwóch odcinkach: Starachowice Wschodnie Wąskotorowe – Lipie (ok. 5 km). oraz Iłża – Marcule (ok. 7 km). Bierze swój początek w centrum Starachowic (Wierzbniku), następnie przez większą część swej trasy (częściowo rozebranej) przebiega przez Puszczę Iłżecką i dalej wzdłuż drogi krajowej nr 9 dociera do południowej części Iłży. Trwają prace nad pozyskaniem funduszy celem odbudowy brakującego, ośmiokilometrowego odcinka i przywrócenia przewozów na całej trasie.

## Historia
Wraz z rozwojem przemysłowym Starachowic i okolicy od końca XIX w., powstała w tym rejonie sieć kolei wąskotorowych o rozstawie toru 750 mm. Łączyły one Wielki Piec z Bugajem, kopalniami rudy żelaza oraz licznymi ładowniami drewna, a ich długość wynosiła ok. 60 km (wraz z wybudowaną w 1938 r. kolejką lasów państwowych w rejon Wykusu – 80 km).
Po II wojnie światowej zdecydowano o budowie kolei PKP łączącej Starachowice z Iłżą, wykorzystując część istniejącego już torowiska (o długości 20 km). Została ona ukończona w roku 1950. Prowadzono na niej ruch zarówno towarowy, jak i pasażerski (w szczytowym okresie do sześciu par pociągów dziennie). Od lat 60. XX w., wskutek zamykania kopalń oraz ograniczenia transportu drewna, przewozy zaczęły spadać.
W latach 80. XX w. przewożono ponad 60 tys. ton towarów rocznie. W 1987 roku zawieszono jednak ruch towarowy, po czym w czerwcu 1988 roku jeszcze wznowiono go dla 30 przedsiębiorstw, ostatecznie kończąc go 1 stycznia 1994 roku. 15 marca 1991 roku zlikwidowano formalnie odrębność kolei starachowickiej, podporządkowując ją organizacyjnie kolei w Jędrzejowie. Od 1990 roku zaczęto organizować pociągi turystyczne na zamówienie, a w sezonie letnim 1994 roku uruchomiono regularne pociągi turystyczne w weekendy. Przy braku kampanii promocyjnej, cieszyły się niewielkim zainteresowaniem i zakończono ich kursowanie w lipcu 1994 roku, kończąc prowadzenie ruchu na kolei. W ciągu kolejnych dwóch lat większość taboru przekazano do Jędrzejowa i zlikwidowano budynki (budynek stacyjny w Starachowicach spalił się i został rozebrany, a stację w Iłży zaadaptowano na mieszkania), zlikwidowano również fizycznie bocznicę normalnotorową do stacji Starachowice Wąskotorowe.
W 1995 została wpisana do rejestru zabytków nieruchomych województw: świętokrzyskiego (nr rej.: A.827 z 14.02.1995 r.) i mazowieckiego (nr rej.: 543/A/95 z 27.01.1995 r.). Mimo to, postępowała degradacja infrastruktury i pozostałego taboru oraz kradzieże szyn i innych elementów.
Od 2001 roku Fundacja Polskich Kolei Wąskotorowych czyniła starania w kierunku przywrócenia ruchu na kolei. W 2003 r., na skutek mediacji podjętych przez Fundację, nastąpiło przejęcie linii od PKP przez władze Starostwa Powiatowego w Starachowicach. Powiat następnie zawarł z Fundacją Polskich Kolei Wąskotorowych umowę o użyczeniu jej majątku kolei. Rozpoczęto przygotowania do reaktywacji SKW, zakończonej w kwietniu 2004 r. przywróceniem przewozów na odcinku Starachowice Wschodnie Wąskotorowe – Lipie, a cztery lata później Iłża – Marcule. Obecnie trwają prace nad pozyskaniem funduszy celem odbudowy brakującego, ośmiokilometrowego odcinka i przywrócenia przewozów na całej trasie. Od 29 kwietnia 2009 do 31 grudnia 2010 operatorem kolei było Stowarzyszenie Górnośląskich Kolei Wąskotorowych z Bytomia. W latach 2011–2019 operatorem było Stowarzyszenie Sympatyków Zabytkowej Jędrzejowskiej Kolei Dojazdowej.
W latach 2013–18 kolej przewoziła ok. 6 tys. pasażerów rocznie (z wyjątkiem braku funkcjonowania w 2017 roku), w 2022 roku przewiozła 2,5 tys. pasażerów.

## Stacje
- Starachowice Wschodnie Wąskotorowe
- Lipie
- Łaziska Iłżeckie (nieczynna)
- Lubienia (nieczynna)
- Marcule
- Jasieniec Iłżecki
- Błaziny
- Iłża

Lokomotywownia znajduje się kilkaset metrów na południe od stacji Starachowice Wschodnie Wąskotorowe.

## Tabor
Powiat starachowicki dysponuje własnym taborem kolejowym, na który składają się:
- dwie lokomotywy spalinowe serii Lyd1: nr 252 stacjonująca w lokomotywowni w Starachowicach oraz nr 251 (ex Cukrownia Zbiersk nr 18) stacjonująca w lokomotywowni w Iłży
- rumuński  wagon osobowy serii Bxhpi oznaczenie fabryczne A20D-P
- trzy otwarte wagony letnie (w Iłży)
- wagon brankard
- wagon kryty (pług odśnieżny)